# کوه دخان

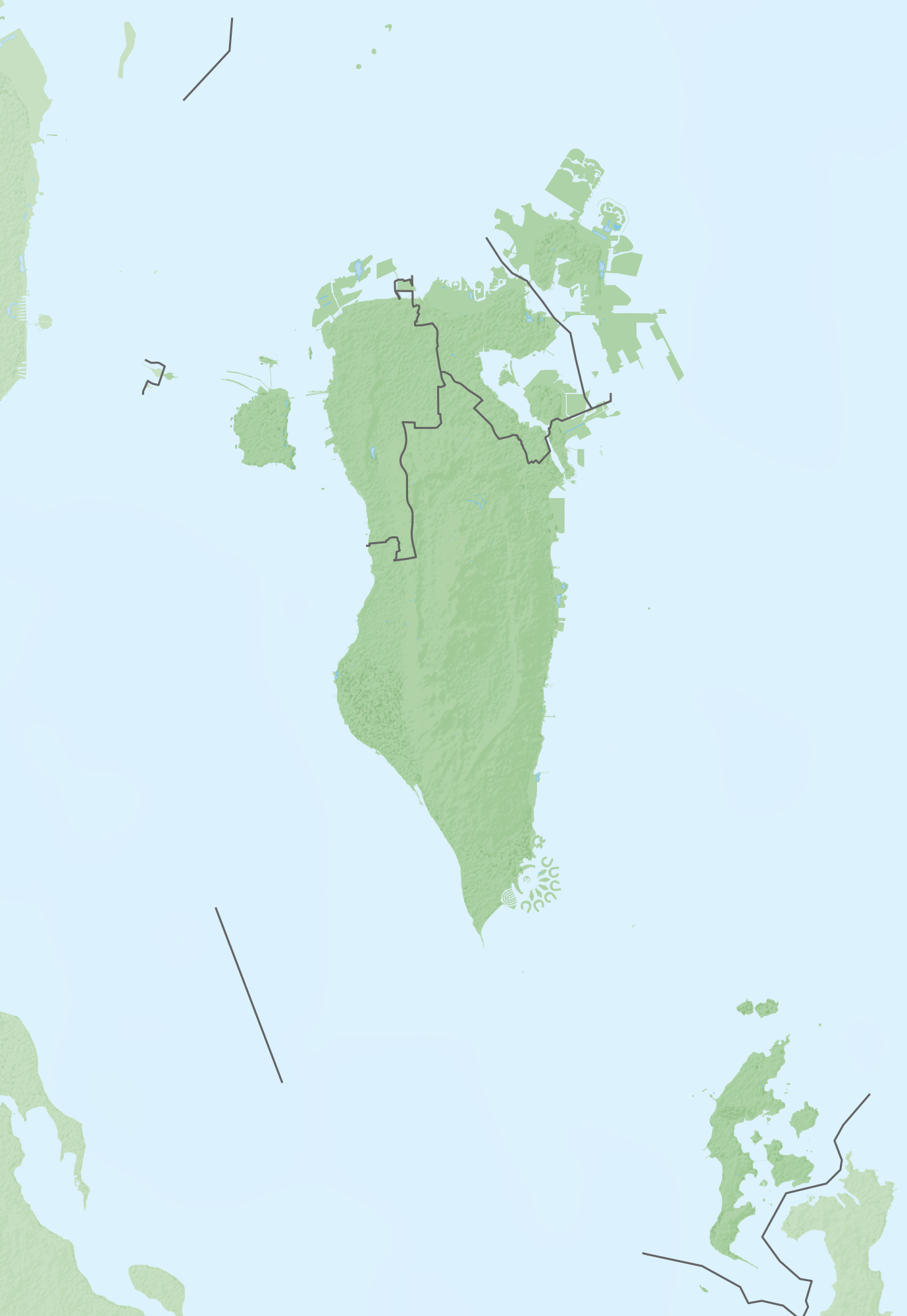
نقشه برجسته بحرین

کوه دخان (به عربی: جَبَل دُخان)، تنها کوه بحرین و از نقاط دیدنی بحرین به‌شمار می‌آید. دخان، کوهی است مخروطی ارتفاعش از سطح دریا ۱۲۲ متر است. این کوه تا قبل از سال ۱۹۳۰، جایی دور افتاده و مهجور بود، اما در اوایل دهه ۳۰ قرن گذشته و با اکتشاف چاه‌های نفت در پایهٔ این کوه، تمام منطقهٔ اطراف جَبَل دُخان خط لوله پترول احاطه نموده است. این کوه در وسط صحرای پهناوری که به بر صخیر مشهور واقع شده است.